# Krušná hora
Die Krušná hora (deutsch Kruschnahora, auch Kruschna) ist ein Berg in Tschechien. Er liegt zehn Kilometer westlich des Stadtzentrums von Beroun und ist Teil der Křivoklátská vrchovina.

## Lage und Umgebung
Der bewaldete Höhenzug der Krušná hora wird im Westen und Norden vom Bach Habrový potok, und im Südosten vom Dibeřský potok umflossen. Er befindet sich im Landschaftsschutzgebiet Křivoklátsko. Östlich erhebt sich der Děd (492 m) und im Südwesten der Velíz (595 m).
Umliegende Ortschaften sind Stará Ohrada und Nový Jáchymov im Norden, Krušná Hora, Doužebnice und Otročiněves im Nordosten, Lísek, Hudlice und Trubská im Osten, Trubín, Svatská Hájovna, Svatá und Král im Südosten, Varta, Hředle und Březová im Süden, Kublov im Südwesten, Broumy und Habrový Potok im Westen sowie Karlova Ves und Karlov im Nordwesten.

## Bergbau
Die Hämatiteisenerzlagerstätte an der Krušná hora wurde seit dem 18. Jahrhundert unter Karl Egon I. zu Fürstenberg intensiv abgebaut und gehört zu den bedeutendsten in Böhmen. Aus dem Tal des Habrový potok wurde im Jahre 1772 mit dem Josephi-Stollen ein neuer tiefer Erbstollen zur Lösung der Gruben an der Krušná hora und dem Hudlický kopec vorgetrieben. Die Erze wurden u. a. in den Hüttenwerken von Neuhütten, Althütten, Karlshütten, Františkov, Strašice und Holoubkov verarbeitet.
1810 wurde die Bergarbeitersiedlung Neu-Joachimsthal mit einem Schichthaus für die Eisenerzgruben angelegt. Im Jahre 1817 nahm in Neu-Joachimsthal eine Eisenhüttenwerk mit den Hochöfen Karl und Amalie den Betrieb auf.
Im Jahre 1844 wurde der Bergbau mit einem 45 Klafter tiefen Hauptschacht, zwei Wetterschächten und einem 300 Klafter langen Förderstolln mit englischer Huntebahn, der zur Neu-Joachimsthaler Hütte führte,  betrieben. Der Eisenerzbergbau bestand aus 20 großen und 74 kleinen Grubenmaßen, die größtenteils der Herrschaft Pürglitz gehörten. 167.482 Zentner Erz wurden in den fürstlich-fürstenbergischen Eisenhütten, insbesondere in Neu-Joachimsthal verschmolzen. Die k.k. Schichtämter der Aerial-Montanherrschaften Zbiroh und Königshof besaßen zwei große und 38 kleine Maßen, in denen etwa 100 Bergleute jährlich 105.905 Zehntner Erz für die k.k. Hütten Franzenshütte und Karlshütten lieferten.
Nach der Einstellung des Hüttenbetriebs in Neu-Joachimsthal im Jahre 1889 wurden die meisten Erze zur Eisenhütte Karlshütten transportiert. Im Jahre 1915 wurde eine 6971 m lange Lorenseilbahn nach Karlshütten in Betrieb genommen. Nach dem Zweiten Weltkrieg war die Zeche Důl Gabriela das größte Eisenerzbergwerk der Tschechoslowakei. Die Lorenseilbahnbetrieb zur Hütte wurde in den 1960er Jahren mit der Stilllegung der Zeche Důl Gabriela am Südhang des Berges eingestellt.